# Henrietta Crosman
Henrietta Crosman (2 de septiembre de 1861 – 31 de octubre de 1944) fue una actriz teatral y cinematográfica de nacionalidad estadounidense. 

## Carrera teatral

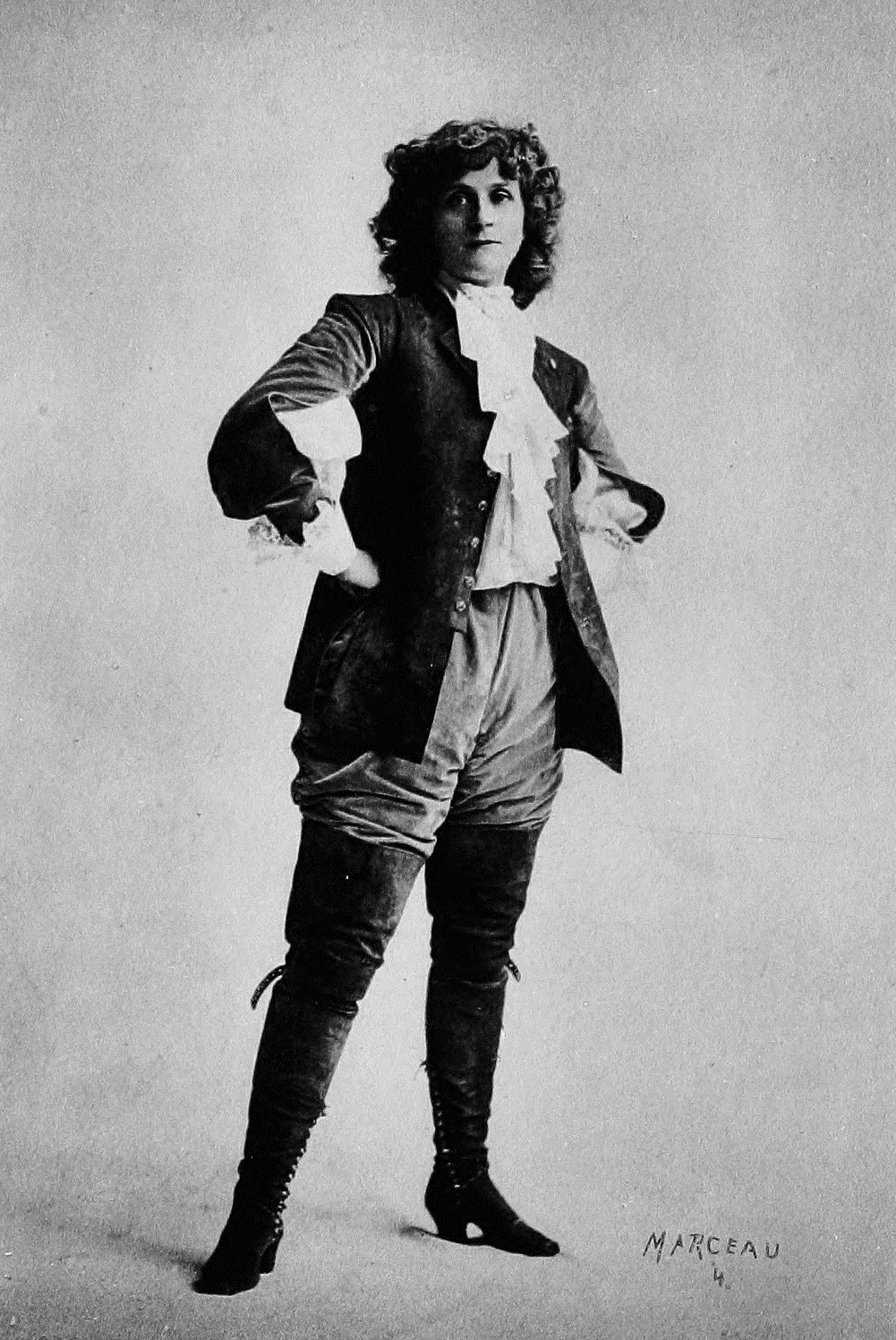
Henrietta Crossman como Nell Gwynn

Nacida en Wheeling, Virginia Occidental, sus padres eran George Crosman, un mayor durante la Guerra Civil de los Estados Unidos, y Mary B. Wick, sobrina de Stephen Foster.
Crosman vivió en diferentes partes de los Estados Unidos a causa del trabajo de su padre, por lo que recibió su educación en lugares diversos. Tras finalizar la escuela decidió ser actriz. Inició su carrera en 1883 en el viejo Teatro Windsor de Nueva York, con la ayuda del director teatral John A. Ellsler. Su papel de debut fue el personaje Lilly en la pieza de Bartley Campbell The White Slave. Posteriormente viajó en gira por el país con Robert L. Downing interpretando papeles clásicos. En 1889 interpretó su primera obra de Shakespeare, Como gustéis, en el teatro de Augustin Daly, y en los primeros años 1890 actuó para la compañía de repertorio de Daniel Frohman. A partir de 1892-94 su carrera fue dirigida por el hermano de Daniel, Charles Frohman, trabajando también, durante un corto período, para Albert Marshman Palmer. 
El tipo de obras con las que Crosman destacó eran de género aventurero y romántico, así como farsas populares, habituales en los finales de la época Victoriana. En 1900 Crosman era una estrella, y actuó por vez primera como tal en Mistress Nell, con un papel en su línea de representaciones de aventuras. En 1902 actuó en producciones de "Joan of the Shoals", "Como gustéis" y "The Sword of the King", y en 1903 estrenó otra obra excepcional, "Sweet Kitty Bellairs". Varias de esas obras se adaptaron al cine mudo, aunque interpretadas por actrices más jóvenes. En 1911 Crosman y su compañía hicieron 60 representaciones de la comedia de Catherine Chisholm Cushing "The Real Thing" en el Teatro Maxine Elliott de Nueva York, antes de hacer una gira con la obra. A primeros de julio de 1912, Crosman y su compañía actuaron en Regina, Saskatchewan, Canadá, tras producirse el Tornado Regina, haciendo una representación benéfica de "The Real Thing" en favor de las víctimas. Ya con cuarenta años cumplidos, Crosman empezó a dejar de lado los papeles aventureros con los que había logrado fama. A partir de entonces, gran parte de su actividad teatral se centró en el género de la comedia y la farsa, un tipo de representación menos frenética para una actriz madura. Sin embargo, participó en producciones de Shakespeare como Las alegres comadres de Windsor, en 1915 junto a Viola Allen, o la pieza de Richard Brinsley Sheridan The Rivals, que representó en los años 1920.

## Carrera cinematográfica
Crosman, al igual que otras estrellas teatrales, se mantenía alejada de la industria del cine. Sin embargo, en 1914, y posiblemente por curiosidad, aceptó un contrato para participar en un film de la productora de Adolph Zukor, Famous Players-Lasky. La cinta era una versión de The Unwelcome Mrs. Hatch, la cual había sido un éxito teatral para la actriz Minnie Maddern Fiske en 1901 en el circuito de Broadway. Tras esa película, en 1915 rodó The Supreme Test para Universal Studios, pero sus trabajos cinematográficos posteriores fueron esporádicos. Su marido, Maurice Campbell, entró con su esposa en la industria cinematográfica, y finalmente llegó a ser un notable director. En 1930 el cine mudo había dado paso al sonoro y, al igual que en 1914, las compañías productoras cortejaban a los actores experimentados. Crosman, ya veterana y con cerca de setenta años, disfrutó del resurgir de su carrera, encantando a un público joven que no había tenido la oportunidad de verla en el teatro. Una de sus primeras películas sonoras fue The Royal Family, versión de Paramount Pictures de la obra de Edna Ferber del mismo título.

## Vida personal
Crosman estuvo casada en primeras nupcias con J. Sedley Brown, con el que tuvo en 1887 un hijo, George. Brown se casó más adelante con la actriz Carrie Clark Ward. Mediados los años 1890 Crosman se casó con Maurice Campbell, un director y productor teatral. La pareja tuvo un hijo, Maurice Jr., en 1896. El matrimonio entró en la joven industria cinematográfica, y en los años 1920 él llegó a ser un notable director de cine. Crosman y Campbell, ocho años menor que ella, permanecieron juntos hasta la muerte de él, ocurrida en 1942. Henrietta Crosman falleció en 1944 en Pelham Manor, Nueva York. Fue enterrada en el Cementerio Ferncliff de Hartsdale, Nueva York.

## Filmografía
| - The Unwelcome Mrs. Hatch (1914) - The Supreme Test (1915) - How Molly Made Good (1915 - cameo) - Broadway Broke (1923) - Wandering Fires (1925) - The Royal Family of Broadway (1930) - Pilgrimage (1933) - Carolina (1934) - Three on a Honeymoon (1934) - Such Women Are Dangerous (1934) - Among the Missing (1934) - The Curtain Falls (1934) | - Elinor Norton (1934) - Menace (1934) - The Right to Live (1935) - The Dark Angel (1935) - Charlie Chan's Secret (1936) - Hitch Hike to Heaven (1936) - The Moon's Our Home (1936) - Girl of the Ozarks (1936) - Follow Your Heart (1936) - Personal Property (1937) |